# 桂扇枝
桂 扇枝（かつら せんし）は、上方落語の名跡。現在は空き名跡となっている。

結三柏は、桂文枝一門の定紋である。

- 初代桂扇枝 - 後の3代目桂文三。

## 2代目
2代目 桂扇枝（1874年 - 没年未詳）は、本名: 浅田猶三郎。享年不詳。
生家は大阪の薬屋で、1896年に2代目桂文昇（「ホヤの文昇」）の門で歌昇を名乗る。初舞台は神戸の烏井筒太の席、その後も神戸の寄席で活動していた。その後、1898年に3代目桂文三の門で文雀、1900年に文若を経て、1903年5月に師匠の前名である扇枝を襲名した。文若の頃から京都に拠点とするようになる。
扇枝を襲名したころの評には「楽屋で他人の話を聞くなど熱心の効が現はれて、近頃の心境は感心だ、「盲目景清」「鉄砲勇助」「にせの幽霊」など聞くに足る」と評された。「盲目景清」「鉄砲勇助」「にせの幽霊」などを得意としたようである。
噺の技量よりも、楽屋の世話、幹事、興行同盟会の役員などで腕を振るった。初代桂枝太郎の京桂派の結成に尽力し、同派で1913年11月に引退披露を行い、その経営に力を注いだ。その後は先斗町の貸席「今常」の主人に納まった。

## 3代目
3代目 桂扇枝（1881年 - 1932年2月）は、本名: 田原芳二郎。享年不詳。
2代目月亭文都の親戚筋で、曲げ物屋の職人だった。若いころから素人連「竹の家連」に加わり、そのころから文三を崇拝し、竹の家扇枝と自称し活動していた。
その後、正式に3代目桂文三の門で三蝶（三朝と記している文献もある）を名乗る。後に反対派に加わり、地道な活動が認められて1919年6月に師匠の前名を襲名する。その新作落語は時事性があり、大正時代には若手として人気があった。1926年には、5代目笑福亭松鶴が中心となって当時の中堅連で組織された「花月ピクニック」同人として活躍。口が曲がっていたので「口いがみの扇枝」や「違い棚の扇枝」（口が違い棚のように曲がっていた）とあだ名された。得意ネタは「雁風呂」「後家殺し」などがある。一席終わって客席から借りた品物でお題噺をこしらえたりした。